# Chota Nagpur
|  | Per a altres significats, vegeu «Chota Nagpur (desambiguació)». |

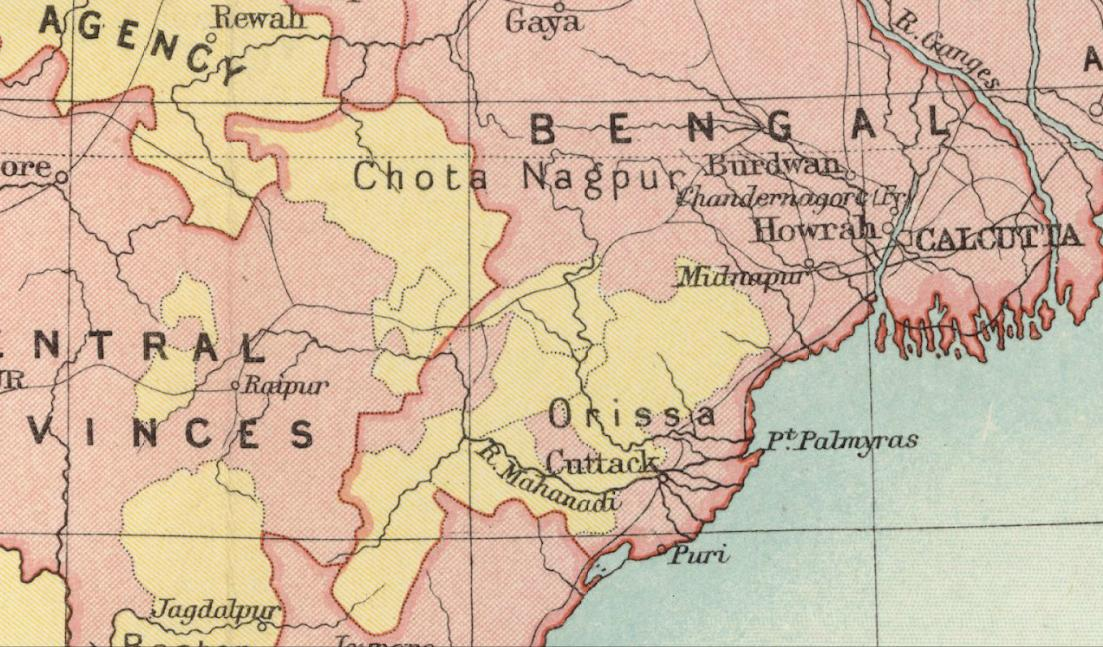
La zona de Chota Nagpur a l'Imperial Gazetteer of India; 1909.

Chhota Nagpur (també Chota Nagpur, Chutia Nagpur) fou una divisió o subprovíncia sota un comissionat, a la província de Bengala, Índia Britànica. La capital era Ranchi. Correspon al modern estat de Jharkhand.
Era formada per districtes britànics que el 1881 eren:
- Districte d'Hazaribagh
- Districte de Lohardaga
- Districte de Singhbhum
- Districte de Manbhum

El 1901 s'havien modificat: 
- Districte d'Hazaribagh
- Districte de Ranchi
- Districte de Singhbhum
- Districte de Manbhum
- Districte de Palamau

I per diversos estats tributaris protegits: 
- Chang Bhakar
- Korea
- Sirguja o Surguja
- Udaipur
- Jashpur
- Gangpur
- Bonai
- Kharsawan
- Saraikala

La superfície era de 111.421 km² i incloïa 32.744 pobles. La població el 1881 era de 4.903.991 habitants.
Després de la rebel·lió dels kols el 1831-1832, aquesta regió anomenada Frontera del Sud-oest, fou declarada exclosa de certes lleis i regulación per la regulació XIII de 1833. Cada branca administrativa va quedar en mans d'un agent del governador general a la Frontera del Sud-oest. El nom de Chhota Nagpur el va agafar el 1854 i fou administrada com a província no regulada amb un comissionat dependent del tinent governador de Bengala. Els districtes van quedar sota subcomissionats.